# Siglo XIII

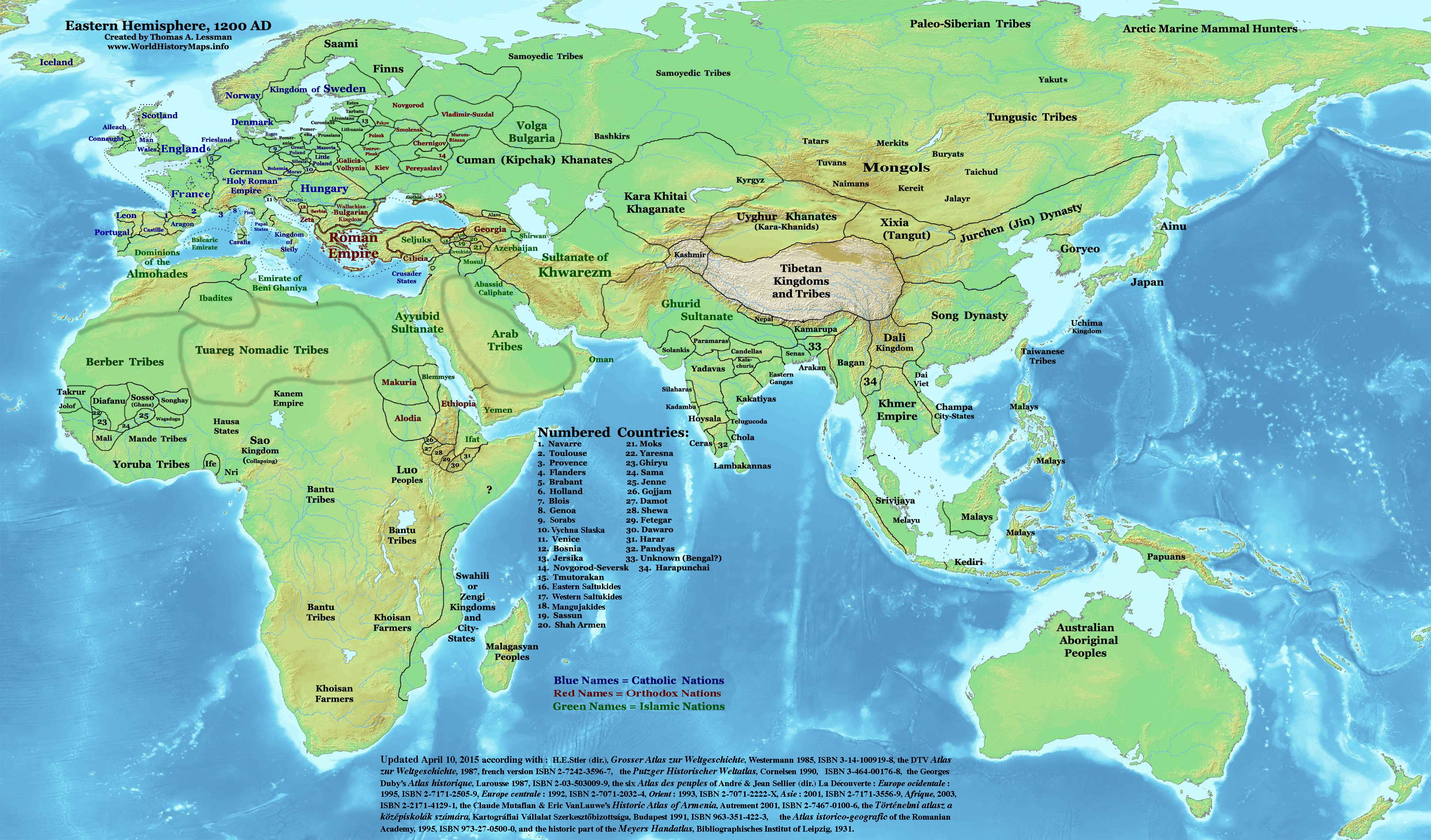
Mapa mundial (excepto América) en torno al año 1200.

El siglo xiii d. C. (siglo trece después de Cristo) o siglo xiii e. c. (siglo trece de la era común). Es llamado el «Siglo de los Castillos». Comenzó el 1 de enero de 1201 y terminó el 31 de diciembre de 1300.
Después de sus conquistas en Asia, el Imperio mongol se extendió desde Asia oriental hasta Europa oriental, mientras que el Sultanato de Delhi conquistó gran parte del subcontinente indio. En la historia de la cultura europea este período se considera parte de la Baja Edad Media o, según algunas corrientes historiográficas, de la Plena Edad Media.

## Acontecimientos relevantes

### Guerras y política
- 1202-1204: Se produce la Cuarta Cruzada, Constantinopla es saqueada y se da inicio al efímero Imperio latino.
- 1204: Normandía cae en manos del rey Felipe Augusto.
- 1205: Se produce la segunda batalla de Adrianópolis, entre los búlgaros y el recién creado Imperio latino, donde el rey Balduino I es capturado.
- 1206: Gengis Kan funda el Imperio Mongol tras unificar a las tribus nómadas mongolas. Su imperio será el más extenso en la historia de la humanidad (en tierra), solo siendo comparable al Imperio británico a inicios del siglo XX.
- 1212: Los almohades son derrotados en la batalla de las Navas de Tolosa, donde los reinos ibéricos dan un paso de gigante en la Reconquista.
- 1213: Los franceses y sus aliados cruzados derrotan a la Corona de Aragón en la batalla de Muret.
- 1214: El rey francés Felipe Augusto derrota a un ejército anglo-alemán en la batalla de Bouvines.
- 1215: El rey inglés Juan sin Tierra firma la Carta Magna.
- 1217-1221: Se produce la Quinta Cruzada, en un intento de capturar la ciudad de Damieta, de manos de los ayubíes, la invasión resultó ser un fracaso.
- 1221: La Serenísima República de Venecia firma un tratado comercial con el Imperio mongol.
- 1228-1229: Se produce la Sexta Cruzada donde el emperador Federico II logra tomar las ciudades de Jerusalén y Sidón entre otras, de manos de los ayubíes.
- 1228-1250: Se producen enfrentamientos entre el papado y el Sacro Imperio Romano Germánico.
- 1234: Conquista mongol del norte de China.
- 1235: Fundación del Imperio de Malí en África occidental, que se convertirá en uno de los Estados más prósperos y ricos de la región.
- 1237-1240: Los mongoles conquistan toda la Rus de Kiev (actual Rusia).
- 1238: Fundación del Reino de Sukhothai en Tailandia.
- 1241: Los mongoles derrotan de manera consecutiva a húngaros y polacos.
- 1242: La República de Nóvgorod vence a los caballeros teutónicos en la batalla del Lago Peipus.
- 1244: Los ayubíes derrotan a un ejército cruzado compuesto de templarios, hospitalarios y teutónicos.
- 1248-1254: Se produce la Séptima Cruzada, una cruzada dirigida por el rey Luis IX de Francia que captura Damieta pero fracasa en tomar Egipto.
- 1249: Finaliza la Reconquista portuguesa, cuando el rey Alfonso III de Portugal libera el Algarve.
- 1261: Los bizantinos, dirigidos por el emperador Miguel VIII Paleólogo, expulsan a los cruzados de Constantinopla, dando fin al Imperio latino. El Imperio romano oriental es restaurado, pero queda en un estado deplorable.
- 1265-1268: Se produce la Octava Cruzada.
- 1268: Caen los estados cruzados de oriente cuando Antioquía es conquistada por los mamelucos.
- 1271-1272: Se produce la Novena Cruzada, que vuelve a fracasar estrepitosamente.
- 1279: Los mongoles terminan de conquistar toda China tras derrotar a la Dinastía Song.
- 1282: La Corona de Aragón se anexiona Sicilia.
- 1291: Los mamelucos toman Acre, acabando con el Reino de Jerusalén.
- 1299: Osmán I funda el Imperio Otomano en Anatolia (actual Turquía). El vacío de poder dejado por los mongoles permite a los turcos otomanos expandirse por toda la región.
- Expansión del islam en Indonesia.

### Ciencia y tecnología
- 1202: Leonardo de Pisa (más conocido como Fibonacci) publica el Liber abaci (Libro del ábaco o Libro de los cálculos) difundiendo en Europa la numeración arábiga.
- 1280: Se inventan las gafas en Italia.

### Cultura
- 1209: Se funda la Universidad de Cambridge.
- 1218: Se funda la Universidad de Salamanca.
- 1300: Se funda la ciudad de Bilbao.
- Fecha desconocida: desaparece el senado romano (senado bizantino)
- Esplendor de la escolástica y sus grandes maestros.
- Aparece con fuerza el nominalismo y fideísmo.
- Es escrito el Cantar de los nibelungos.

## Personajes relevantes

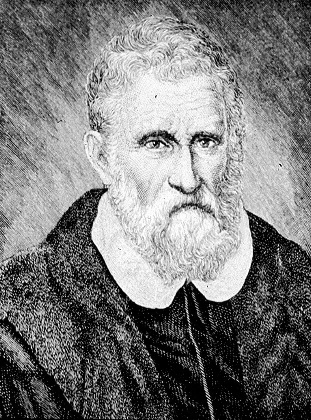
Marco Polo, explorador veneciano.

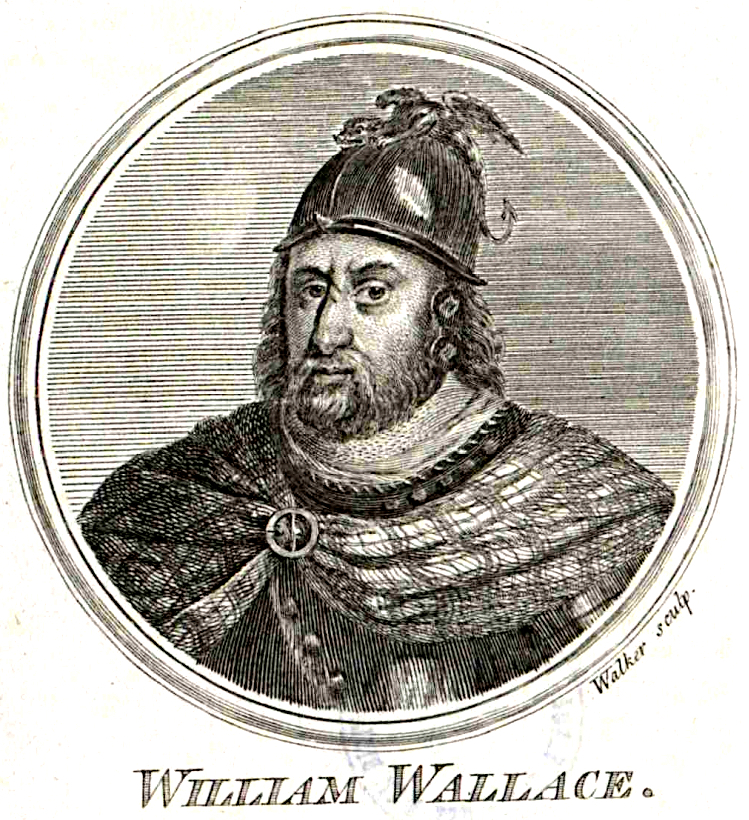
William Wallace, caudillo de Escocia.

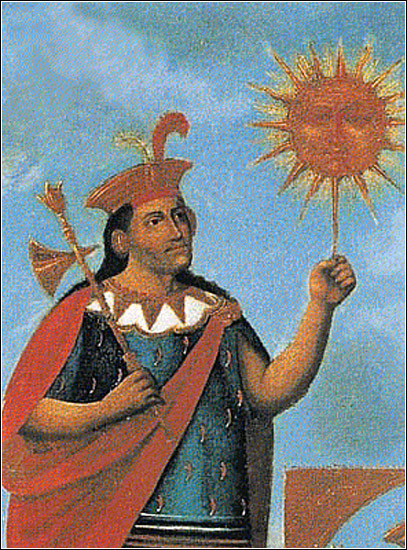
Manco Cápac, fundador del Reino del Cuzco, antecesor del Imperio inca.

- Alberto Magno (1193 o 1206-1280): teólogo y filósofo alemán.
- Alejandro de Hales (1185-1245): teólogo inglés.
- Alejandro Nevski (1220-1263): santo de la Iglesia ortodoxa y príncipe de Nóvgorod.
- Alfonso X el Sabio (1221-1284): rey de Castilla, conocido poeta.
- Batu Kan (1205-1255): gobernante mongol, nieto de Gengis Kan, fundador de la Horda Azul.
- Bela IV de Hungría (1206-1270): rey de Hungría, reconstruyó Hungría tras el dominio mongol.
- Birger Jarl (1210-1266): regente de Suecia y fundador de Estocolmo.
- Buenaventura de Fidanza (1218-1274): místico, obispo de Albano y cardenal, fraile franciscano.
- Celestino V (1209/1215-1296): santo y papa de Roma.
- Cimabue (1240-1302): pintor y creador de mosaicos florentinos.
- Dante Alighieri (1265-1321): poeta italiano. Autor de La divina comedia.
- Eduardo I de Inglaterra (1239-1307): rey de Inglaterra, conocido con el apodo de El Zanquilargo.
- Federico II (1194-1250): emperador del Sacro Imperio Romano Germánico y rey de Chipre, Sicilia y Jerusalén.
- Fernando III de Castilla (1199-1252): rey de Castilla, unificador de Castilla y León.
- Francisco de Asís (1182-1226): santo, fundador de la orden de los franciscanos.
- Gengis Kan (1162-1227): fundador del Imperio mongol.
- Haakon IV de Noruega (1204-1263): rey de Noruega.
- Ibn Nafis (1210/1213-1288): médico árabe.
- Isabel de Hungría (1207-1231): santa de origen húngaro.
- Jaime I el Conquistador (1208-1276): rey de la Corona de Aragón.
- Juan Duns Scoto (1266-1308): beato y teólogo escocés.
- Kublai Kan (1215-1294): último rey del Imperio mongol y emperador chino de la dinastía Yuan.
- Luis IX de Francia (1214-1270): rey de Francia, apodado San Luis.
- Manco Cápac (¿?-1230): primer gobernador inca del Curacazgo del Cuzco.
- Marco Polo (1254-1324): mercader y explorador veneciano, fue uno de los primeros en realizar la Ruta de la Seda.
- Miguel VIII Paleólogo (1225-1285): emperador bizantino, restauró el Imperio bizantino.
- Nichiren (1222-1282): monje budista, fundador del Budismo Nichiren.
- Otakar II de Bohemia (1230-1278): rey de Bohemia.
- Ramon Llull (1232-1315): filósofo, teólogo, poeta y místico español.
- Roberto Grosseteste (1175-1253): erudito inglés, obispo de Lincoln.
- Roger Bacon (1214-1294): científico, filósofo y teólogo inglés.
- Tamar de Georgia (1160-1213): reina de Georgia.
- Tomás de Aquino (1224/1225-1274): santo, teólogo y filósofo.
- William Wallace (1272/1273-1305): caballero escocés y líder de la revuelta contra Eduardo I de Inglaterra.
- Yalal ad-Din Muhammad Rumi (1207-1273): poeta persa residente en Konya, Turquía. Fundador de la orden sufí mevleví.